# CBN Santos (2013–2017)
CBN Santos foi uma estação de rádio brasileira de Santos com atuação em toda a Baixada Santista, afiliada à rede Central Brasileira de Notícias (CBN). Foi lançada em 19 de março de 2013 e pertenceu ao Grupo Alvorada de Comunicação, que tem como principal empresa a rádio Alvorada FM de Belo Horizonte.

## História
Retornou a Santos em 2013, após o fim da parceria entre Jovem Pan e Grupo Alvorada e posteriormente acertou afiliação com a CBN como afiliada após a perda da frequência 102.1 atual 102 A Rádio Rock entre 2007 e 2008. A marca também teve outra passagem na região, porém na frequência de AM 660 que pertencia na época ao Sistema A Tribuna de Comunicação (grupo afiliado da Rede Globo em televisão) sendo operada entre 1995 e 2001 (atualmente pertence a Rede Santista de Rádio que opera a Terra AM Litoral no canal 650).
Em julho de 2011 a rádio paulista Jovem Pan AM  anunciou que não iria renovar o contrato que a mantinha em FM no litoral de São Paulo, mas informou que a programação da Jovem Pan AM permaneceria no ar em 99.7 FM até a definição de um novo projeto para o canal litorâneo por parte do grupo que a controla.
Em 28 de janeiro de 2017, é anunciado o fim da CBN Santos, que ocorreu em 31 de janeiro. A emissora foi substituída pela Saudade FM, que firmou parceria com o Grupo Alvorada, passando a operar em duas frequências até consolidar o público na nova estação.

## Programas
- CBN Santos, com Oswaldo Silva Junior.
- CBN Esportes, com Alex Frutuoso